# Estación Gobernador Moyano
La Estación Gobernador Moyano es una estación ferroviaria del ramal ferroviario que une la mina de carbón de Río Turbio con el puerto de Punta Loyola, cerca de Río Gallegos, en el departamento Güer Aike de la Provincia de Santa Cruz (Argentina). Se trata de una estación de vía libre, en las cercanías de la cual ha crecido una pequeña población. Aquí se realiza el relevo de personal de conducción de locomotoras. Existe además un campamento para el mantenimiento de las vías.
La estación se inauguró en el año 1951. En sus inicios esta estación recibió el nombre de Bella Vista por la estancia del mismo nombre que se encuentra en las cercanías. Se la conoce también como Kilómetro 107, por la progresiva del ramal. El nombre actual le fue otorgado en honor a Carlos María Moyano, un militar y explorador argentino. Carlos Moyano fue nombrado primer gobernador del Territorio Nacional de Santa Cruz en 1884. Se preocupó por organizar las nuevas colonias de Puerto Santa Cruz, Río Gallegos y Puerto Deseado, así como de fomentar la explotación ganadera, trayendo ovejas desde las Islas Malvinas. Fue gobernador hasta el año 1887, sucediéndolo Ramón Lista.
La estación forma parte del Ramal Ferro-Industrial de Río Turbio, que une la mina de Río Turbio, en la Cordillera de los Andes y cercana al límite con Chile, con el puerto de Punta Loyola, en cercanías de Río Gallegos. Se trata de un ramal de trocha angosta (750 mm) perteneciente a YCF (Yacimientos Carboníferos Fiscales, actual YCRT) y funciona actualmente sólo para el transporte de carbón.